# ケイド・アンダーソン
ケイド・ウィリアム・アンダーソン（Kade William Anderson, 2004年7月6日 - ）は、アメリカ合衆国ルイジアナ州セントタマニー郡マディソンズビル出身のプロ野球選手（投手）。左投左打。MLBのシアトル・マリナーズ傘下所属。

## 経歴

### プロ入り前
高校時代は通算で28勝1敗、防御率0.22、212奪三振を記録。4年次の2022年に左肘のトミー・ジョン手術を受けた。
高校卒業後はルイジアナ州立大学へ進学。初年度の2023年は前年受けた手術のリハビリのため、登板はなかった。
2024年に復帰し、18試合（先発9試合）に登板した。
2025年はエースとして活躍。4月3日のオクラホマ大学戦で完封勝利を記録した。コースタル・カロライナ大学とのカレッジ・ワールドシリーズ第1戦でも完封勝利を記録し、チームは続く第2戦も勝利して優勝。自身は最優秀選手賞を受賞した 。

### プロ入りとマリナーズ傘下時代
2025年のMLBドラフト1巡目（全体3位）でシアトル・マリナーズから指名されプロ入り。契約金は880万ドル。